# Tetramorium emeryi
Tetramorium emeryi är en myrart som beskrevs av Mayr 1901. Tetramorium emeryi ingår i släktet Tetramorium och familjen myror. Inga underarter finns listade i Catalogue of Life.